# Ensenada
Ensenada (nevének jelentése kis öböl, beöblösödés) egy város Mexikó északnyugati csücskén, Alsó-Kalifornia államban, a Csendes-óceán partján. Tijuana központjától közúton mintegy 100 km-re délre fekszik. Lakossága 2010-ben közel 280 000 fő volt, mellyel az állam 3. legnagyobb települése.

## Földrajz

### Fekvése
A város Mexikói északnyugati részén, a Kaliforniai-félsziget és a hatalmas kiterjedésű Ensenada község északi végén épült fel a Mindenszentek-öböl partján. Közvetlen környékén néhány száz méteres magasságú hegyek emelkednek, a város szélső utcái már ezekre kapaszkodnak fel. Áthalad rajta a félszigeten végighúzódó 1-es és az ugyancsak az északi határt az 5-ös főúttal összekötő 3-as főút is. A város körül (főleg délen és keleten) mezőgazdasági területek is találhatók, de jellemzőbb a hegyeket borító bozótos.

### Éghajlat
A város éghajlata száraz, igen meleg, de nem rendkívül forró. Minden hónapban mértek már legalább 30 °C-os hőséget, de a rekord nem érte el a 40 °C-ot. Az átlagos hőmérsékletek a decemberi 13,3 és a augusztusi 21,9 fok között váltakoznak, fagy szinte soha nem fordul elő. Az évi átlagosan 247 mm csapadék időbeli eloszlása nagyon egyenetlen: a három téli hónapban hull az éves mennyiség több mint 60%-a.
| Hónap                                   | Jan. | Feb. | Már. | Ápr. | Máj. | Jún. | Júl. | Aug. | Szep. | Okt. | Nov. | Dec. | Év   |
| --------------------------------------- | ---- | ---- | ---- | ---- | ---- | ---- | ---- | ---- | ----- | ---- | ---- | ---- | ---- |
| Rekord max. hőmérséklet (°C)            | 32,0 | 34,0 | 31,0 | 37,0 | 39,0 | 32,0 | 36,0 | 37,0 | 36,0  | 36,0 | 36,5 | 30,0 | 39,0 |
| Átlagos max. hőmérséklet (°C)           | 20,2 | 19,4 | 20,1 | 21,0 | 21,9 | 23,0 | 25,5 | 26,1 | 25,9  | 23,9 | 22,3 | 19,6 | 22,4 |
| Átlaghőmérséklet (°C)                   | 13,7 | 13,5 | 14,5 | 15,5 | 17,3 | 19,0 | 21,5 | 21,9 | 20,9  | 18,4 | 16,0 | 13,3 | 17,1 |
| Átlagos min. hőmérséklet (°C)           | 7,2  | 7,6  | 8,8  | 9,9  | 12,7 | 14,9 | 17,4 | 17,6 | 16,0  | 13,0 | 9,7  | 6,9  | 11,8 |
| Rekord min. hőmérséklet (°C)            | 0,0  | 2,5  | 3,0  | 4,5  | 6,0  | 7,0  | 9,0  | 12,0 | 7,0   | 7,0  | 4,0  | 2,0  | 0,0  |
| Átl. csapadékmennyiség (mm)             | 45   | 59   | 28   | 14   | 5    | 2    | 1    | 1    | 1     | 23   | 24   | 45   | 247  |
| Forrás: Servicio Meteorológico Nacional |      |      |      |      |      |      |      |      |       |      |      |      |      |

## Népesség
A település népessége a közelmúltban gyorsan növekedett:
| Év   | Lakosság |
| ---- | -------- |
| 1990 | 169 426  |
| 1995 | 192 550  |
| 2000 | 223 492  |
| 2005 | 260 075  |
| 2010 | 279 765  |

## Története
A Kaliforniai-félsziget ezen vidékén a spanyol gyarmatosítók megérkezése előtt több indián törzs is élt: a kukapák, a kilivák, a kumiaik, a paipaik és a kocsimik. A spanyolok 1542. szeptember 17-én fedezték fel azt az öblöt, amelynek partján később a város felépült: először Szent Máté-öbölnek nevezték el, majd 1602-ben Sebastián Vizcaíno a Mindenszentek-öböl elnevezést adta neki.
A part közelében felépült ranchót 1804-ben egy José Manuel Ruiz nevű, alférez rangú katona vásárolta meg, később az ő leszármazottaitól Francisco Gastélum őrmester vette meg. A város hivatalos alapítási éve 1882, ugyanis Porfirio Díaz elnök ekkor bocsátotta ki azt a rendeletét, amely kimondta, hogy Alsó-Kalifornia északi partidójának székhelye Real del Castillóból Ensenada de Todos Santosba kerül. 1915-ben azonban az új székhely Mexicali lett. 1952-ben, amikor megalakult Alsó-Kalifornia állam, egyúttal létrejött Ensenada község is, amelynek a város székhelye lett.

## Turizmus, látnivalók
A városban három múzeum található:
- Az egyik legszebb történelmi épületben, a Centro Cultural Rivierában működik az Ensenadai Történelmi Múzeum, amelynek fő témái a környéken élő indiánok és a spanyol katolikusok által alapított kaliforniai-félszigeti missziók. Kiállításain tárgyi emlékek, fényképek és festmények is láthatók.
- 1990-ben alakult meg az Alsó-Kaliforniai Tecciztli Civil Társaság kezdeményezésére egy korábbi, az öbölre jó kilátással rendelkező lakóházban az Ensenadai Tudományos Múzeum, ahol 9 teremben többek között a környék élővilágával és veszélyeztetett állataival ismerkedhet meg a látogató, de az intézmény hasonló témák oktatásával is foglalkozik.
- Ugyancsak történelmi témákat mutat be a Regionális Történelmi Múzeum, amely egy 1886-ban épült épületben kapott helyet. Számos régészeti emléket állítottak itt ki, amelyek nem csak a környékről származnak.

## Oktatás
Ensenadában található egy híres állam egyetem, a CICESE (Centro de Investigación Científica y de Educación Superior de Ensenada - Ensenada Tudományos Kutatási és Felsőoktatási Központja).

## Sport
Évente egyszer-egyszer innen indul egy-egy Kaliforniai-félszigeti sivatagi rali: a Baja 500 júniusban és a Baja 1000 novemberben.

## Nevezetes szülöttei
- Nigel Bruce (1895–1953), brit színész
- Herminio Masantonio (1910–1956), argentin labdarúgó
- Raúl Ramírez (* 1953), mexikói teniszező